# Dueholm Kloster
Dueholm Kloster ligger i Nykøbing Mors. Den bevarede længe af det gamle klosteranlæg huser i dag Museum Mors.

## Historie
Området lå i den tidlige middelalder under bispestolen i Børglum. Ca. 1370 skænkede biskop Svend ejendommen for oprettelsen af et Johanniterkloster. Det omtales første gang i år 1371. Ved Reformationen i 1536 blev det som andet kirkegods lagt under kronen og derefter bestyret af en kongelig lensmand. Herefter satte forfaldet ind, da klosterets bygninger ikke fandt nogen ny anvendelse. En enkelt bygning, bygget omkring 1450, tæt ved ladegården tjente som hovedbygning med bolig for lensmanden. Det er denne fløj, som stadig er bevaret. 1664 overgik godset til generalpostmester Poul von Klingenberg, der havde store tilgodehavender hos kronen. Herefter havde skiftende adelige familier gården i deres besiddelse. Omkring år 1900 blev jorden udstykket til købstadens udvidelse, selv parken og alléerne blev raseret.
Der findes en afskrift af Dueholm klosters brevbog, Dueholms Diplomatarium, med breve fra 1371 til 1539. Den giver en unik indsigt i klosterets virke. Den er udgivet i bogform på dansk/latin, Dueholms Diplomatarium, ved O. Nielsen i 1872. Bogen er nyudgivet i 2009 på engelsk.

## Ejere
- (-1371) Børglum bispestol
- (1371-1536) Johanniterordenen
- (1536-1664) Kronen
- (1664-1678) Poul von Klingenberg (d. ældre)
- (1678-1680) Alette van der Camer
- (1680) Anna Margrethe Marselis (datter)
- (1680-1719) Joachim Brockdorff (ægtemand)
- (1719-1723) Poul von Klingenberg (d. yngre)
- (1723-1752) Ulrikka Augusta von Speckhan (enke)
- (1752-1762) Anders Tøttrup
- (1762-1797) Povel Ulrich Tøttrup
- (1797-1840) Anders Tøttrup
- (1840-1845) Poul Ulrich Ernst Tøttrup
- (1845-?) Nicolai Nyholm (senior)
- (?-?) Gottlieb D. Pers
- (?-1875) Nicolai Nyholm (junior)
- (1875-1884) Ernst E. Hedemann
- (1884-1909) Otto Ditlev Kaas
- (1909-) Morslands historiske Museum